# ぽくぽく百景もぐもぐ旅
『ぽくぽく百景もぐもぐ旅』（ぽくぽくひゃっけいもぐもぐたび）は、2016年12月9日からひかりTVの「Kawaiian for ひかりTV 4K」などで放送されていた旅番組・バラエティ番組。
本項では続編の『ポクポク百景モグモグ旅』についても記載する。

## 概要
NMB48のメンバーが日本各地の綺麗な景色の中をぽくぽく歩いたり、その土地の美味しいものをもぐもぐ食べるバラエティ番組。
各回NMB48のメンバー2名が出演。1度のロケで4回分収録されており、4回ごとに出演メンバーが入れ替わる。映像編集は大幅な移動や待ち時間がない限り、基本的には行われない。そのため、通常の旅番組では放送されない徒歩での移動や、ただの雑談なども放送される。テロップ表示もほぼ行われず、出演者やロケ地などの情報は記載された紙が撮影中に提示される。
4K画質放送。「大阪チャンネル」で見逃し配信されている（HD版のみ）。2018年1月からはNTTドコモの「dTVチャンネル」でも視聴可能。
2019年11月をもって「Kawaiian for ひかりTV 4K」が閉局したのに伴い、同局での放送が終了。翌月の12月からは番組名を『ポクポク百景モグモグ旅』（平仮名から片仮名へ）に変更し、「大阪チャンネル」と「新YNN NMB48 CHANNEL」で配信されるようになった。
番組タイトル変更の翌年、2020年3月に配信された#16をもって番組終了した。
2021年8月、「新YNN NMB48 CHANNEL」にて復刻番組が全3回で配信された。映像編集はレギュラー放送時とは異なり、通常の番組並に行われている。

## 放送日程

### ぽくぽく百景もぐもぐ旅
放送日は「Kawaiian for ひかりTV 4K」でのもの。「大阪チャンネル」を含めた見逃し配信は放送日から約1週間程度遅れて行われる。
| 2016年 | 2016年   | 2016年          | 2016年       | 2016年                             | 2016年                             | 2016年 |
| 回     | 放送日   | 出演メンバー    | ロケ地       | ロケ地                             | グルメ                             | 備考   |
| ------ | -------- | --------------- | ------------ | ---------------------------------- | ---------------------------------- | ------ |
| 1      | 12月9日  | 太田夢莉 薮下柊 | 京都市左京区 | 哲学の道、法然院                   | 京湯どうふ 㐂さ起                  |        |
| 2      | 12月16日 | 太田夢莉 薮下柊 | 京都市東山区 | 八坂の塔（法観寺）周辺、八坂庚申堂 | ソフトクリーム                     |        |
| 3      | 12月23日 | 太田夢莉 薮下柊 | 京都市中京区 | 鴨川（飛び石、納涼床）             | よーじや（三条店）                 |        |
| 4      | 12月30日 | 太田夢莉 薮下柊 | 京都市       | 嵐山（ボート、渡月橋）             | 季節の竹弁当（渡月亭別館・松風閣） |        |

| 2017年 | 2017年   | 2017年              | 2017年                  | 2017年                                     | 2017年                                                                                                  | 2017年                           |
| 回     | 放送日   | 出演メンバー        | ロケ地                  | ロケ地                                     | グルメ                                                                                                  | 備考                             |
| ------ | -------- | ------------------- | ----------------------- | ------------------------------------------ | --- | -------------------------------- |
| 5      | 1月13日  | 村瀬紗英 矢倉楓子   | 大阪府箕面市            | 勝尾寺                                     | - |                                  |
| 6      | 1月20日  | 村瀬紗英 矢倉楓子   | 大阪府箕面市            | 箕面滝                                     | 焼いも もみじの天ぷら                                                                                   |                                  |
| 7      | 1月27日  | 村瀬紗英 矢倉楓子   | 奈良県奈良市            | 奈良公園                                   | ソフトクリーム                                                                                          |                                  |
| 8      | 2月3日   | 村瀬紗英 矢倉楓子   | 奈良県奈良市            | ならまち                                   | ラテアート                                                                                              |                                  |
| 9      | 2月10日  | 須藤凜々花 内木志   | 滋賀県近江八幡市        | ラ コリーナ近江八幡                        | どら焼き バームクーヘン                                                                                 |                                  |
| 10     | 2月17日  | 須藤凜々花 内木志   | 滋賀県近江八幡市        | ラ コリーナ近江八幡                        | オムライス、カステラ                                                                                    |                                  |
| 11     | 2月24日  | 須藤凜々花 内木志   | 滋賀県大津市            | 大津サービスエリア (パヴァリエ びわ湖大津) | 焼きプリン 近江牛肉吸い ブラックバスバーガー 近江牛肉重                                                 |                                  |
| 12     | 3月3日   | 須藤凜々花 内木志   | 滋賀県守山市            | ピエリ守山                                 | - |                                  |
| 13     | 3月10日  | 渋谷凪咲 川上千尋   | 奈良県生駒郡平群町      | 朝護孫子寺                                 | - | 阪神タイガースに縁のあるスポット |
| 14     | 3月17日  | 渋谷凪咲 川上千尋   | 兵庫県西宮市            | 廣田神社                                   | 焼いも                                                                                                  | 阪神タイガースに縁のあるスポット |
| 15     | 3月24日  | 渋谷凪咲 川上千尋   | 兵庫県西宮市甲子園町    | 素盞嗚神社                                 | カツ丼(大力食堂)                                                                                        | 阪神タイガースに縁のあるスポット |
| 16     | 3月31日  | 渋谷凪咲 川上千尋   | 兵庫県西宮市            | 武庫大橋                                   | オマリーチキン、 虎風荘のカレーライス(KENPEI)                                                           | 阪神タイガースに縁のあるスポット |
| 17     | 4月7日   | 城恵理子 植村梓     | 和歌山県和歌山市        | 不老橋 観海閣                              | - |                                  |
| 18     | 4月14日  | 城恵理子 植村梓     | 和歌山県和歌山市        | 黒潮市場                                   | 寿司(浜丼食堂)                                                                                          |                                  |
| 19     | 4月21日  | 城恵理子 植村梓     | 和歌山県和歌山市        | ポルトヨーロッパ                           | 焼き芋、雪ソフト抹茶・苺                                                                                |                                  |
| 20     | 4月28日  | 城恵理子 植村梓     | 和歌山県西牟婁郡白浜町  | 白良浜                                     | ドリンク（足湯横丁あしゆ亭）                                                                            |                                  |
| 21     | 5月12日  | 谷川愛梨 村瀬紗英   | 大阪市中央区            | 大阪城公園 もりのみやキューズモールBASE    | ソフトクリーム(La chocolaterie de EkChuah)                                                              |                                  |
| 22     | 5月19日  | 谷川愛梨 村瀬紗英   | 大阪府池田市            | 五月山公園                                 | たこ焼き、たい焼き(ゝ神)                                                                                |                                  |
| 23     | 5月26日  | 谷川愛梨 村瀬紗英   | 大阪府池田市            | 池田市立五月山動物園                       | - |                                  |
| 24     | 6月2日   | 谷川愛梨 村瀬紗英   | 大阪市港区              | 天保山マーケットプレース                   | まぐろアボカドユッケ丼、 うな丼（なにわ食いしんぼ横丁）                                                 |                                  |
| 25     | 6月9日   | 太田夢莉 須藤凜々花 | 奈良県奈良市            | 若草山                                     | - |                                  |
| 26     | 6月16日  | 太田夢莉 須藤凜々花 | 奈良県桜井市            | 艸墓古墳、安倍文殊院                       | 健康薬膳精進料理                                                                                        |                                  |
| 27     | 6月23日  | 太田夢莉 須藤凜々花 | 奈良県桜井市            | 長谷寺                                     | - |                                  |
| 28     | 6月30日  | 太田夢莉 須藤凜々花 | 奈良県生駒市            | 歓喜の湯 足湯                              | 「奈良はたの鹿ったヨ!」(クッキー) 亀パン                                                                |                                  |
| 29     | 7月7日   | 古賀成美 白間美瑠   | 大阪市淀川区            | 三津屋商店街                               | シフォンケーキ、クッキーアイス、 アイスロール、どら焼き（モンオール）                                   |                                  |
| 30     | 7月14日  | 古賀成美 白間美瑠   | 大阪市東淀川区          | 和食処 かやく                              | ヒレカツ定食、激辛カレーうどん                                                                          |                                  |
| 31     | 7月21日  | 古賀成美 白間美瑠   | 大阪市天王寺区          | 天王寺公園エントランスエリア“てんしば”     | かき氷、ソフトクリーム（Chandeleur）                                                                    |                                  |
| 32     | 7月28日  | 古賀成美 白間美瑠   | 大阪市北区              | GARB weeks                                 | ルッコラとモツァレラチーズのサラダ、 マルゲリータ、スペアリブ                                           |                                  |
| 33     | 8月4日   | 加藤夕夏 堀詩音     | 大阪市中央区            | 法善寺 西洋御料理 北極星                   | オムライス                                                                                              |                                  |
| 34     | 8月11日  | 加藤夕夏 堀詩音     | 大阪市中央区            | 道頓堀                                     | - |                                  |
| 35     | 8月18日  | 加藤夕夏 堀詩音     | 大阪市北区              | 瀧見小路                                   | わらびもち                                                                                              |                                  |
| 36     | 8月25日  | 加藤夕夏 堀詩音     | 大阪市北区 大阪市都島区 | フクロウのみせ SHOOTING BAR FIVE           | - |                                  |
| 37     | 9月1日   | 太田夢莉 渋谷凪咲   | 大阪府高槻市            | アクトアモーレ 第一楽器                    | - |                                  |
| 38     | 9月8日   | 太田夢莉 渋谷凪咲   | 大阪市北区              | グランフロント大阪 CA4LA                   | かき氷                                                                                                  |                                  |
| 39     | 9月15日  | 太田夢莉 渋谷凪咲   | 大阪市中央区            | もじパラ しふぉん堂                        | シフォンケーキ                                                                                          |                                  |
| 40     | 9月22日  | 太田夢莉 渋谷凪咲   | 大阪市中央区            | 釣船茶屋ざうお                             | 海坊主サラダ、卵焼き、砂肝、 お茶漬け、お刺身盛り合わせ                                                 |                                  |
| 41     | 9月29日  | 山本彩加 上西怜     | 大阪市天王寺区          | 天王寺動物園                               | - |                                  |
| 42     | 10月6日  | 山本彩加 上西怜     | 大阪市天王寺区          | 天王寺動物園                               | しろくまソフト                                                                                          |                                  |
| 43     | 10月13日 | 山本彩加 上西怜     | 大阪市阿倍野区          | あべのハルカス グリルキャピタル東洋亭      | 東洋亭ハンバーグステーキ、 エビとホタテのマカロニグラタン、 丸ごとトマトサラダ                          |                                  |
| 44     | 10月20日 | 山本彩加 上西怜     | 大阪市阿倍野区          | 嶋屋                                       | 名物ポテト                                                                                              |                                  |
| 45     | 10月27日 | 山本彩加 上西怜     | 大阪市都島区            | CLARICA                                    | チーズ自慢、ソレイユ、黄金桃、 フルーツタルト（JAN RUPURAN）                                            |                                  |
| 46     | 11月3日  | 沖田彩華 川上礼奈   | 大阪市中央区            | 黒門市場                                   | フグの刺身（みな美） みたらし団子（千鳥屋） あまおう苺ジュース（ダイワ果園） 焼きガニ、焼きホタテいくら |                                  |
| 47     | 11月10日 | 沖田彩華 川上礼奈   | 大阪市中央区            | 黒門市場                                   | プリン(招福庵) おでん、豆乳（ふる里の香り） 神戸牛のステーキ（丸善食肉店）                              |                                  |
| 48     | 11月17日 | 沖田彩華 川上礼奈   | 大阪市中央区            | 難波神社                                   | - |                                  |
| 49     | 11月24日 | 沖田彩華 川上礼奈   | 大阪市北区              | &アイランド                                | ローストビーフサンドイッチ                                                                              |                                  |
| 50     | 12月1日  | 村瀬紗英 矢倉楓子   | 大阪府箕面市            | 聖天宮西江寺                               | もみじの天ぷら(久國紅仙堂) 焼きポン(京丹波)                                                             |                                  |
| 51     | 12月8日  | 村瀬紗英 矢倉楓子   | 大阪府箕面市            | 箕面公園                                   | - |                                  |
| 52     | 12月15日 | 村瀬紗英 矢倉楓子   | 大阪府箕面市            | 勝尾寺                                     | - |                                  |
| 53     | 12月22日 | 村瀬紗英 矢倉楓子   | 大阪市西区              | GUFO                                       | ソフトクリーム                                                                                          |                                  |

| 2018年 | 2018年   | 2018年              | 2018年                      | 2018年                                | 2018年 | 2018年       |
| 回     | 放送日   | 出演メンバー        | ロケ地                      | ロケ地                                | グルメ | 備考         |
| ------ | -------- | ------------------- | --------------------------- | ------------------------------------- | --- | ------------ |
| 54     | 1月5日   | 山尾梨奈 梅山恋和   | 兵庫県神戸市灘区            | 六甲山牧場                            | チーズフォンデュ |              |
| 55     | 1月12日  | 山尾梨奈 梅山恋和   | 兵庫県神戸市中央区          | 南京町                                | 北京ダック、揚げ餅（栄和飯店） 焼き小龍包 小籠湯包、蟹小籠湯包（台湾タンパオ）                                            |              |
| 56     | 1月19日  | 山尾梨奈 梅山恋和   | 兵庫県神戸市中央区          | 生田神社                              | - |              |
| 57     | 1月26日  | 山尾梨奈 梅山恋和   | 兵庫県神戸市中央区          | 神戸ポートタワー                      | - |              |
| 58     | 2月2日   | 三田麻央 城恵理子   | 大阪市天王寺区              | 堀越神社                              | クレープ(クレープリー・スタンド シャンデレール)                                                                           |              |
| 59     | 2月9日   | 三田麻央 城恵理子   | 大阪市中央区                | ROCK STAR                             | ミルワーム |              |
| 60     | 2月16日  | 三田麻央 城恵理子   | 大阪府枚方市                | ひらかたパーク                        | - |              |
| 61     | 2月23日  | 三田麻央 城恵理子   | 大阪府枚方市 大阪市天王寺区 | ひらかたパーク                        | 焼肉(牛一) |              |
| 62     | 3月2日   | 矢倉楓子 古賀成美   | フィンランド                | ヘルシンキ                            | - | 初の海外ロケ |
| 63     | 3月9日   | 矢倉楓子 古賀成美   | フィンランド                | ヘルシンキ                            | チョコレート、サーモン、エビ                                                                                              | 初の海外ロケ |
| 64     | 3月16日  | 矢倉楓子 古賀成美   | フィンランド                | ヘルシンキ                            | - | 初の海外ロケ |
| 65     | 3月23日  | 矢倉楓子 古賀成美   | フィンランド                | ヘルシンキ                            | アイスクリーム | 初の海外ロケ |
| 66     | 3月30日  | 山本彩加 山田寿々   | 大阪市中央区                | THE PIE SHOP REVARTI                  | アップルパイ(THE PIE SHOP) チョコレートとマショマロのスモアディップ(REVARTI)                                              |              |
| 67     | 4月13日  | 山本彩加 山田寿々   | 大阪市中央区                | 法善寺 ドッグテイル                   | - |              |
| 68     | 4月20日  | 山本彩加 山田寿々   | 大阪市中央区                | 一寸法師大明神                        | - |              |
| 69     | 4月27日  | 山本彩加 山田寿々   | 大阪市中央区                | 焼肉ふみや                            | 焼肉 |              |
| 70     | 5月4日   | 川上千尋 堀詩音     | 大阪府八尾市                | 穴太神社                              | - |              |
| 71     | 5月11日  | 川上千尋 堀詩音     | 大阪市浪速区                | なんばパークス                        | パンケーキ (オリジナルパンケーキハウス アメリカンダイニング)                                                              |              |
| 72     | 5月18日  | 川上千尋 堀詩音     | 大阪市浪速区 大阪市中央区   | なんばパークス 千日前                 | たこ焼き(道頓堀 赤鬼) |              |
| 73     | 5月25日  | 川上千尋 堀詩音     | 大阪市東住吉区              | RAMAI                                 | スープカレー |              |
| 74     | 6月1日   | 渋谷凪咲 植村梓     | 大阪市西区                  | 靱公園                                | - |              |
| 75     | 6月8日   | 渋谷凪咲 植村梓     | 大阪市中央区                | 酒処麺処きのした（難波橋/ライオン橋） | 大山鶏の南蛮定食、特製カレーうどん                                                                                        |              |
| 76     | 6月15日  | 渋谷凪咲 植村梓     | 大阪府高槻市                | 二十四節記                            | 和パフェ、鍋焼きいちごプリン、 濃厚ショコラティエ（Patisserie遊心）                                                       |              |
| 77     | 6月22日  | 渋谷凪咲 植村梓     | 大阪市都島区                | 葱八                                  | 京鴨もも肉のたたき、ふんわり卵の九条葱一本巻、 Ｗチーズ葱焼き、九条ネギの天プラ、 九条ネギの黒七味和え                    |              |
| 78     | 7月6日   | 井尻晏菜 太田夢莉   | 京都市伏見区                | 藤森神社                              | - |              |
| 79     | 7月13日  | 井尻晏菜 太田夢莉   | 京都市伏見区                | 伏見稻荷大社                          | きつねせんべい、辻占煎餅(いなりや)                                                                                        |              |
| 80     | 7月20日  | 井尻晏菜 太田夢莉   | 京都府宇治市                | 三室戸寺                              | ハートのあじさいパフェ、あじさい氷(花の茶屋)                                                                              |              |
| 81     | 7月27日  | 井尻晏菜 太田夢莉   | 京都府宇治市                | 通圓茶屋                              | 抹茶パフェ、宇治白川氷 |              |
| 82     | 8月3日   | 古賀成美 林萌々香   | 大阪府枚方市                | 水面回廊                              | - |              |
| 83     | 8月10日  | 古賀成美 林萌々香   | 大阪府吹田市                | 旭通商店街 新旭町通食品街             | 紅茶メロンパン、 メロン・ドゥ・アイス（メロンdeメロン） 骨付き唐揚げ、骨なし唐揚げ（とり信） あべ川、黒糖わらび（松月堂） |              |
| 84     | 8月17日  | 古賀成美 林萌々香   | 大阪市浪速区桜川3           | 小さな水族館 by 金魚屋工房            | トロピカルトニック、ブラッドオレンジ、 桜川コーヒー（LEAD COFFEE） 金魚ラムネ                                             |              |
| 85     | 8月24日  | 古賀成美 林萌々香   | 大阪市西区靱本町            | スパイスカレー43                      | 43カレー、梅レモンWスプラッシュカレー                                                                                     |              |
| 86     | 9月7日   | 上西怜 安田桃寧     | 大阪市住之江区              | 咲洲キャナル ATCホール                | - |              |
| 87     | 9月14日  | 上西怜 安田桃寧     | 大阪市北区                  | 中之島ソーシャルイートアウェイク      | 牛肉煮込みのオムライス、クリームソーダ、 エンゼルフードケーキバニラキャラメル                                             |              |
| 88     | 9月21日  | 上西怜 安田桃寧     | 大阪府高槻市                | 今城塚古墳                            | ソフトクリーム |              |
| 89     | 9月28日  | 上西怜 安田桃寧     | 大阪府枚方市                | 枚方T-SITE                            | タルト（マルサンカクシカク）                                                                                              |              |
| 90     | 10月5日  | 磯佳奈江 岩田桃夏   | 大阪市西淀川区              | 姫嶋神社                              | - |              |
| 91     | 10月12日 | 磯佳奈江 岩田桃夏   | 大阪府枚方市                | 杉五兵衛                              | ぶどう 鶏鍋 |              |
| 92     | 10月19日 | 磯佳奈江 岩田桃夏   | 大坂市北区                  | 梅田バッティングドーム                | - |              |
| 93     | 10月26日 | 磯佳奈江 岩田桃夏   | 大坂市北区                  | 大阪駅前第3ビル                       | 鳥のもも焼き定食、 唐揚げマウンテン定食（さくら月 田ごと）                                                                |              |
| 94     | 11月2日  | 小嶋花梨 中川美音   | 兵庫県淡路市                | 淡路カントリーガーデン                | あわじ大地のバーガー |              |
| 95     | 11月9日  | 小嶋花梨 中川美音   | 兵庫県淡路市                | 淡路ワールドパークONOKORO             | - |              |
| 96     | 11月16日 | 小嶋花梨 中川美音   | 兵庫県淡路市                | 淡路ワールドパークONOKORO             | ソフトクリーム |              |
| 97     | 11月23日 | 小嶋花梨 中川美音   | 兵庫県洲本市                | 長手長栄堂 堀端本店                   | 花りん島まんじゅう、 あわじオレンジスティック、ねりきり                                                                   |              |
| 98     | 12月7日  | 大田莉央奈 山本望叶 | 大阪市中央区                | アメリカ村                            | たこせん（甲賀流） |              |
| 99     | 12月14日 | 大田莉央奈 山本望叶 | 大阪市北区                  | 田田                                  | 唐揚げ |              |
| 100    | 12月21日 | 大田莉央奈 山本望叶 | 大阪府豊中市 大阪府吹田市   | スカイランドHARADA                    | フルーツ餅(松竹堂) |              |
| 101    | 12月28日 | 大田莉央奈 山本望叶 | 大阪府吹田市                | 犬カフェCOCOMO                        | - |              |

| 2019年 | 2019年   | 2019年              | 2019年         | 2019年                                | 2019年 | 2019年 |
| 回     | 放送日   | 出演メンバー        | ロケ地         | ロケ地                                | グルメ | 備考   |
| ------ | -------- | ------------------- | -------------- | ------------------------------------- | --- | ------ |
| 102    | 1月4日   | 太田夢莉 谷川愛梨   | 大阪府箕面市   | 勝尾寺                                | - |        |
| 103    | 1月11日  | 太田夢莉 谷川愛梨   | 大阪府箕面市   | 箕面薩喜庵                            | フルーツ大福、かりんとう饅頭 |        |
| 104    | 1月18日  | 太田夢莉 谷川愛梨   | 大阪府吹田市   | エキスポシティ                        | パスタ、パニーニ(FLOR） |        |
| 105    | 1月25日  | 太田夢莉 谷川愛梨   | 大阪府吹田市   | エキスポシティ                        | - |        |
| 106    | 2月1日   | 村瀬紗英 渋谷凪咲   | 大阪市北区     | 歯神社                                | グリーンカレー、ロコモコ(太陽ノ塔GREENWEST店)                                                                                            |        |
| 107    | 2月8日   | 村瀬紗英 渋谷凪咲   | 大阪市浪速区   | 今宮戎神社                            | - |        |
| 108    | 2月15日  | 村瀬紗英 渋谷凪咲   | 大阪市浪速区   | 新世界市場                            | コロッケ(肉のさかもと) 大福もち(中山菓舗)                                                                                                |        |
| 109    | 2月22日  | 村瀬紗英 渋谷凪咲   | 大阪市浪速区   | 通天閣                                | ビリケンさんの人形焼き |        |
| 110    | 3月1日   | 南羽諒 塩月希依音   | 兵庫県明石市   | 石ケ谷公園                            | - |        |
| 111    | 3月8日   | 南羽諒 塩月希依音   | 兵庫県明石市   | 魚の棚商店街                          | イイダコ 明石焼き（よし川） 恵方巻（喜楽）                                                                                               |        |
| 112    | 3月15日  | 南羽諒 塩月希依音   | 兵庫県明石市   | 明石公園                              | 明石のり巻いちゃいました(Pie saQ) |        |
| 113    | 3月22日  | 南羽諒 塩月希依音   | 兵庫県神戸市   | 神戸布引ロープウェイ 神戸布引ハーブ園 | カツサンド、 季節のクリエーション(THE VERANDA KOBE)                                                                                      |        |
| 114    | 4月5日   | 安部若菜 溝渕麻莉亜 | 大阪府堺市     | 大仙公園                              | ぜんざい、抹茶チーズケーキ、 ハンバーガー、プリン(カフェ イロハ)                                                                         |        |
| 115    | 4月12日  | 安部若菜 溝渕麻莉亜 | 大阪府堺市     | 仁徳天皇陵古墳 堺市役所               | みたらし団子 Goryoカレー(喫茶ミエール)                                                                                                   |        |
| 116    | 4月19日  | 安部若菜 溝渕麻莉亜 | 大阪府堺市     | 大浜公園                              | クレープ |        |
| 117    | 4月26日  | 安部若菜 溝渕麻莉亜 | 大阪市浪速区   | なんばパークス                        | タピオカミルクティー |        |
| 118    | 5月3日   | 城恵理子 谷川愛梨   | 大阪市北区     | 造幣局                                | ほうじ茶ハニーラテ、抹茶ラテ、 桜入りフルーツサンド(cobato836)                                                                           |        |
| 119    | 5月10日  | 城恵理子 谷川愛梨   | 大阪市北区     | VR ZONE OSAKA                         | ペペロンチーノ（Pelcola） |        |
| 120    | 5月17日  | 城恵理子 谷川愛梨   | 大阪市港区     | 海遊館                                | - |        |
| 121    | 5月24日  | 城恵理子 谷川愛梨   | 大阪市港区     | 帆船型観光船サンタマリア              | ソフトクリーム |        |
| 122    | 6月7日   | 佐藤亜海 新澤菜央   | 大阪府富田林市 | 錦織公園                              | ピザ(ガレリア富田林) |        |
| 123    | 6月14日  | 佐藤亜海 新澤菜央   | 大阪府富田林市 | 寺内町                                | 富田林コロッケ(富田林コロッケ) |        |
| 124    | 6月21日  | 佐藤亜海 新澤菜央   | 大阪府富田林市 | 城山オレンヂ園                        | アイスクリーム |        |
| 125    | 6月28日  | 佐藤亜海 新澤菜央   | 大坂府狭山市   | little island                         | カフェラテ、いちごタルト |        |
| 126    | 7月5日   | 塩月希依音 白間美瑠 | 兵庫県三田市   | しい茸ランドかさや                    | 苺、椎茸 |        |
| 127    | 7月12日  | 塩月希依音 白間美瑠 | 兵庫県三田市   | 有馬富士公園                          | マンゴーシャーリーテンプル、 キウイシャーリーテンプル(FROG CAFE)                                                                         |        |
| 128    | 7月19日  | 塩月希依音 白間美瑠 | 兵庫県神戸市   | 有馬温泉                              | ジェラート(アリマ ジェラテリア スタジオーネ)                                                                                             |        |
| 129    | 7月26日  | 塩月希依音 白間美瑠 | 兵庫県神戸市   | 六甲山                                | ハニーミルクラテ、和風オイルパスタ、カレーライス                                                                                         |        |
| 130    | 8月2日   | 河野奈々帆 泉綾乃   | 大阪市北区     | クライミングスペースBOLD              | アサイーボウル(Mauloa Acai and Cafe) |        |
| 131    | 8月16日  | 河野奈々帆 泉綾乃   | 兵庫県伊丹市   | 伊丹スカイパーク                      | アイスクリーム、かき氷(cafe'de hana-hana)                                                                                                |        |
| 132    | 9月6日   | 河野奈々帆 泉綾乃   | 大阪市此花区   | ISK大阪舞洲店                         | カレー、 日替わりアスリート定食(健康スポーツ食堂 Athlete Table)                                                                          |        |
| 133    | 9月20日  | 河野奈々帆 泉綾乃   | 大阪市此花区   | ホテルロッジ舞洲                      | アップルパイ、 フォンダンショコラ(Garden Terrace 舞洲キッチン)                                                                           |        |
| 134    | 10月4日  | 原かれん 横野すみれ | 大阪市中央区   | JELLY JELLY CAFE 大阪心斎橋店         | グレープフルーツジュース |        |
| 135    | 10月11日 | 原かれん 横野すみれ | 大阪府高槻市   | 松坂屋高槻店                          | ドリア（英國屋） |        |
| 136    | 10月18日 | 原かれん 横野すみれ | 大阪府茨木市   | 彩都西公園                            | マルゲリータ、サラダ、 ガトーショコラ（Terrazza Legare）                                                                                 |        |
| 137    | 10月25日 | 原かれん 横野すみれ | 大阪府茨木市   | the Farm UNIVERSAL                    | 鶏モモ肉とマンゴーのゴルゴンゾーラクリームピザ、 サラダ、レモネード、キウイとマンゴーのレモネード、 紫芋のモンブラン（Farmer's Kitchen） |        |
| 138    | 11月1日  | 太田夢莉 大田莉央奈 | 大阪府池田市   | 五月山緑地・都市緑化植物園            | 薬食発酵料理（神宮茶処あじゃり） |        |
| 139    | 11月8日  | 太田夢莉 大田莉央奈 | 兵庫県川西市   | 妙見の森                              | バーベキュー |        |
| 140    | 11月15日 | 太田夢莉 大田莉央奈 | 兵庫県川西市   | 多田神社                              | ドーナツ（CAFE BOX） |        |
| 141    | 11月22日 | 太田夢莉 大田莉央奈 | 大坂府池田市   | 五月山秀望台                          | 小籠包、チーズナン、キーマ＆エッグカレー、 ズーズーダウ ヨーグルト（jujudhau）                                                           |        |

| 特別編 | 特別編         | 特別編                                | 特別編           | 特別編                       | 特別編                                                    | 特別編    |
| 回     | 放送日         | 出演メンバー                          | ロケ地           | ロケ地                       | グルメ                                                    | 備考      |
| ------ | -------------- | ------------------------------------- | ---------------- | ---------------------------- | --------------------------------------------------------- | --------- |
| SP1    | 2019年3月31日  | 大田莉央奈 山本望叶 南羽諒 塩月希依音 | 大阪府堺市       | ハーベストの丘               | オムライス、 ハンバーグ、 ソフトクリーム(キッチンハウス)  | 1時間放送 |
| SP2    | 2019年8月12日  | 磯佳奈江 武井紗良 内木志              | 大阪府河内長野市 | 関西サイクルスポーツセンター | フレンチのコース料理 （レストラン レ・フレール）          | 1時間放送 |
| SP3    | 2019年11月22日 | 梅山恋和 小嶋花梨 上西怜 山田寿々     | 奈良県生駒市     | 生駒山上遊園地               | 前菜の盛り合わせ、 マルゲリータ（山の石窯ピザ 生駒 雲亭） | 1時間放送 |

### ポクポク百景モグモグ旅
配信開始日は「大阪チャンネル」でのもの。「新YNN NMB48 CHANNEL」での配信は「大阪チャンネル」から1週間遅れて行われる。
| 2019-2020年 | 2019-2020年    | 2019-2020年         | 2019-2020年 | 2019-2020年          | 2019-2020年                                  | 2019-2020年 |
| 回          | 配信開始日     | 出演メンバー        | ロケ地      | ロケ地               | グルメ                                       | 備考        |
| ----------- | -------------- | ------------------- | ----------- | -------------------- | -------------------------------------------- | ----------- |
| 1           | 2019年12月7日  | 南羽諒 山本望叶     | 大阪府      | ワールド牧場         | ソフトクリーム                               |             |
| 2           | 2019年12月14日 | 南羽諒 山本望叶     | 大阪府      | 近つ飛鳥博物館       | 古墳パフェ、ゆず茶                           |             |
| 3           | 2019年12月21日 | 南羽諒 山本望叶     | 大阪府      | 久宝寺緑地           | フルーツロール、かぼちゃのチーズケーキ       |             |
| 4           | 2019年12月28日 | 南羽諒 山本望叶     | 大阪府      | ほしだ園地           | 交野つくし                                   |             |
| 5           | 2020年1月4日   | 白間美瑠 加藤夕夏   | 大阪府      | 住吉大社             | 縁起焼き                                     |             |
| 6           | 2020年1月11日  | 白間美瑠 加藤夕夏   | 大阪府      | パームガーデン舞洲   | 抹茶パンケーキ                               |             |
| 7           | 2020年1月18日  | 白間美瑠 加藤夕夏   | 大阪府      | 天保山大観覧車       | フライドポテト                               |             |
| 8           | 2020年1月25日  | 白間美瑠 加藤夕夏   | 大阪府      | 大阪城イルミナージュ | いか焼き                                     |             |
| 9           | 2020年2月1日   | 安部若菜 小林莉奈   | 大阪府      | 大泉緑地             | サンドウィッチ、いなり寿司                   |             |
| 10          | 2020年2月8日   | 安部若菜 小林莉奈   | 大阪府      | 狭山池博物館         | サンドウィッチ、オーガニックカレー           |             |
| 11          | 2020年2月15日  | 安部若菜 小林莉奈   | 大阪府      | わんぱく王国         | パフェ、あんみつ                             |             |
| 12          | 2020年2月22日  | 安部若菜 小林莉奈   | 大阪府      | 泉南マーブルビーチ   | いなり寿司                                   |             |
| 13          | 2020年3月7日   | 梅山恋和 河野奈々帆 | 大阪府      | いちご畑はる         | いちご、ショートケーキ、ベイクドチーズケーキ |             |
| 14          | 2020年3月14日  | 梅山恋和 河野奈々帆 | 大阪府      | 花の文化園           | パンケーキ、ぜんざい                         |             |
| 15          | 2020年3月21日  | 梅山恋和 河野奈々帆 | 大阪府      | 玉手山公園           | キーマカレー、ほうれん草粥                   |             |
| 16          | 2020年3月28日  | 梅山恋和 河野奈々帆 | 大阪府      | 空庭温泉             | マグロ、陣取りパフェ                         |             |

### 復刻番組
ぽくぽく百景もぐもぐ旅2021夏
全3回。「新YNN NMB48 CHANNEL」で、2021年8月13日・8月20日・8月27日に配信。出演メンバーは安部若菜、安田桃寧、山崎亜美瑠。ロケ地は和歌山県。